# Karik
Phạm Hoàng Khoa (sinh ngày 12 tháng 4 năm 1989), thường được biết đến với nghệ danh Karik, là một nam rapper, nhạc sĩ kiêm diễn viên người Việt Nam. Anh được biết đến với tư cách là rapper người Việt đầu tiên giành giải thưởng MTV Việt Nam vào năm 2011 và giành giải thưởng Vietnam Entertainment Awards vào năm 2021 với hạng mục Nghệ sĩ của năm.

## Cuộc đời và sự nghiệp

### Thời niên thiếu
Tên thật của Karik là Phạm Hoàng Khoa. Anh sinh ngày 12 tháng 4 năm 1989, và quê quán của anh ở tỉnh Hà Nam, Việt Nam. Karik là con trai út trong một gia đình theo đạo Công giáo có hai người con trai. Anh tự bạch rằng từ năm học lớp 10, bản thân anh đã bắt đầu đam mê văn hóa hip hop nhưng không biết đến trường phái nào khác ngoài graffiti và nhảy breaking. Khi đó, một người bạn tên Mike đã truyền lại ý tưởng và cảm hứng sáng tác rap cho Karik. Đến cuối học kì 2 của năm lớp 10, Karik bắt đầu sáng tác vần điệu bài hát rap trong giấy nháp ở mỗi giờ học môn Ngữ văn và ở bãi giữ xe siêu thị gần trường học. Một thời gian sau, Karik chuyển trường và không còn cảm hứng sáng tác hip hop. Karik chia sẻ với Dân trí rằng, "Ngày bé tôi rất thích rap. Tôi tập tành học rap, lại còn rap giọng Bắc nữa."
Karik bảo rằng bản thân có thể làm một chút công việc như quản lý khách sạn, thiết kế website và vũ công nhưng không chuyên môn dẫn đến khó xin việc. Anh từng hoạt động trong nhóm nhảy Freestyle năm 2006 nhưng một sự cố dẫn đến chấn thương cổ tay phải đã khiến anh phải từ bỏ. Sau khi gặp rất nhiều áp lực trong cuộc sống dẫn đến ảnh hưởng đến sức khỏe tâm thần vào cuối năm 2008 đến đầu năm 2009, Karik trở lại theo đuổi viết nhạc hip hop và đăng tải lên các trang phát nhạc trực tuyến để thổ lộ tâm tư cũng như tìm sự đồng cảm từ người nghe. Do không có người hướng dẫn nên Karik đã tự mình trau dồi cách sáng tác flow, lời rap cũng như phần khí nhạc cho các bài hát.

### Hoạt động
Tháng 7 năm 2010, Karik kết hợp với Wowy phát hành "Khu tao sống", ca khúc nhận được sự lan truyền và hưởng ứng tích cực. Tính đến năm 2011, anh đã sáng tác hơn 40 bài hát rap nhưng chưa được phát hành. Cùng năm, Karik phát hành "Rắc rối" với nội dung là châm biếm hàng loạt nghệ sĩ giải trí tại Việt Nam bằng ca từ thô tục và giành được vị trí cao trên bảng xếp hạng MTV Việt Nam. Tháng 6 năm 2012, Karik tiếp tục cùng Wowy phát hành bản rap "Hai thế giới". Karik chia sẻ rằng anh từng bị lừa gạt khoảng 300 triệu tiền thưởng sau khi thắng giải MTV.
Karik góp mặt trong Bạn đường hợp ý (2013). Khi thay đổi từ hoạt động underground đến đại chúng, Karik bảo rằng ban đầu anh gặp khó khăn do không có người quen biết để sắp xếp biểu diễn và phụ trách truyền thông, nhưng nhờ tư duy âm nhạc mà hoàn cảnh đó của anh đã thay đổi. Tuy nhiên việc chuyển hoạt động sang đại chúng đã khiến Karik vấp phải chỉ trích từ nhiều rapper từ underground, dẫn đến một đợt phát hành sản phẩm nhạc diss giữa các rapper đến từ miền Bắc và miền Nam với tên gọi "Đại chiến Bắc Nam 2013". Một số rapper như Rhymastic, Binz và BigDaddy đã bênh vực cho quyết định của Karik.
Năm 2020, anh tham gia chương trình Rap Việt với vai trò Huấn luyện viên và đạt Á Quân với thí sinh GDucky. Năm 2021, anh không ngừng hoạt động với niềm yêu nghệ thuật của mình và mong muốn đem đến những phút giây bổ ích cho khán giả. Anh tham gia Running Man Vietnam Mùa 2. Nhưng vì lí do công việc anh phải vắng mặt trong một số tập phát sóng. Anh tiếp tục với vai trò Huấn luyện viên của Rap Việt mùa thứ 2. Và với sự rèn luyện rất chỉn chu và thuyết phục, anh đã giành giải Quán quân cùng với học trò của mình là Seachains. Cũng nhờ những sự nỗ lực đó, ngày 28/1/2022, giải thưởng Vietnam Entertainment Awards (VEA 2021) đã gọi tên anh với hạng mục Nghệ sĩ của năm 2021. Năm 2023, khi Rap Việt Mùa 3 quay trở lại, anh đã đảm nhiệm vai trò Giám khảo Casting và ngồi ghế Giám khảo chính cùng với Suboi và JustaTee sau khi đã tuyên bố không làm Huấn luyện viên của chương trình nữa.
Trong năm 2023, Karik phát hành các sản phẩm âm nhạc mới thông qua Warner Music Vietnam, trong đó ca khúc "Bạn Đời" hợp tác cùng GDUCKY đã thu hút hàng chục triệu lượt xem, cùng với sản phẩm "Mời Người Kế Tiếp" hợp tác cùng ONLY C  Ngày 11 tháng 7 năm 2024, Karik phát hành album kép 421 với Dark Side kể về cuộc sống underground gai góc, còn Bright Side thì đi theo thị hiếu đại chúng.

## Nghệ thuật
Karik cho rằng để sáng tác được một bài hát, anh phải có năng khiếu và chất giọng phát âm tốt trước: "Tôi phải biết cách gieo vần trong bài rap, biết biến đổi cách đọc mà trong giới rap thường gọi là flow, và quan trọng nhất là cách truyền đạt để người nghe hiểu được vấn đề cần nói."

## Đời sống riêng tư
Trong buổi phỏng vấn với Dân trí, Karik tâm sự anh bị mắc bệnh sức khỏe tâm thần là rối loạn lưỡng cực nên có tính cách nội tâm, ít giao tiếp và có sở thích xem phim hoạt hình ở độ tuổi trưởng thành: "Có những lúc, bản thân tôi thay đổi đột ngột trong tích tắc, thậm chí muốn đánh người khác." Anh đã từng đi chữa căn bệnh tâm lý và được khuyên không nên lạm dụng thuốc điều trị.
Karik và Trang Pilla yêu nhau vào năm 2014. Cặp đôi thường chia sẻ những khoảnh khắc vui vẻ và lãng mạn bên nhau. Yêu nhau suốt 3 năm, được gia đình cả hai ủng hộ nhưng đột nhiên họ lại tuyên bố chia tay. Sau đó, Trang Pilla đã cưới anh trai ca sĩ Bảo Thy sau 3 tháng chia tay anh. Năm 2017, Karik hẹn hò với Đàm Phương Linh nhưng đến năm 2019 thì chia tay. Năm 2020, Karik hẹn hò với hot girl Bella Q, nhưng hiện cả hai đã chia tay.

## Danh sách đĩa nhạc

### Album
- 421 (2024)

### MV
| Năm  | Tên bài hát                | Trình bày                                                      | Ghi chú              |
| ---- | -------------------------- | -------------------------------------------------------------- | -------------------- |
| 2010 | Khu tao sống               | Karik, Wowy                                                    |                      |
| 2011 | Rắc rối                    | Karik                                                          |                      |
| 2012 | Hai thế giới               | Karik, Wowy                                                    |                      |
| 2012 | Chạy                       | Karik, Wowy                                                    |                      |
| 2012 | Người số một               | Karik, Wowy                                                    |                      |
| 2012 | Cha                        | Karik, MTV, Võ Trọng Phúc, Ngô Duy Khiêm, Nguyễn Quân, The Zoo |                      |
| 2012 | Áo mưa                     | Karik                                                          |                      |
| 2013 | Ế                          | Karik, Windy Quyên                                             |                      |
| 2013 | Anh không đòi quà          | Karik, Only C                                                  |                      |
| 2014 | Cứ là mình                 | Karik                                                          |                      |
| 2015 | Không ổn                   | Karik                                                          |                      |
| 2016 | Anh là sinh viên           | Karik                                                          |                      |
| 2016 | Từng là tất cả             | Karik                                                          |                      |
| 2017 | Anh thì không/Em thì không | Mỹ Tâm, Karik                                                  |                      |
| 2017 | Yêu em quá đi              | Karik                                                          |                      |
| 2017 | Đòi quà cứ ra tòa          | Karik                                                          |                      |
| 2018 | Người lạ ơi                | Karik, Orange, Superbrothers                                   |                      |
| 2018 | Quan trọng là thần thái    | Karik, Only C                                                  |                      |
| 2018 | Yêu đơn phương             | Karik, Only C                                                  |                      |
| 2018 | Tất cả tại anh             | Karik, Emma                                                    |                      |
| 2019 | Tôi là người cô đơn        | Karik, Addy                                                    |                      |
| 2019 | Anh là của em              | Karik                                                          |                      |
| 2020 | Đau vậy đủ rồi             | Karik, Vũ Phụng Tiên                                           |                      |
| 2020 | Việt Nam Tử Tế             | Lam Trường, Tóc Tiên, Hoàng Thùy Linh, Erik, Karik             |                      |
| 2020 | Em bé                      | Amee, Karik                                                    |                      |
| 2021 | Đàn ông không nói          | Phan Mạnh Quỳnh, Karik                                         |                      |
| 2021 | Đêm nay không ngủ          | Karik                                                          |                      |
| 2021 | Buồn thì vui lên           | Karik, Yuno BigBoi ft. Hoàng Duyên                             |                      |
| 2021 | Chưa từng vì nhau          | Karik, V.P Tiên                                                |                      |
| 2021 | Gu em là Nam Á             | Karik, Orange, Bùi Công Nam                                    |                      |
| 2022 | Việt Nam hết mình          | Karik, Hoàng Thùy Linh, Only C                                 | Cổ động SEA GAMES 31 |
| 2022 | Vì mẹ anh bắt chia tay     | Karik, Miu Lê                                                  |                      |
| 2022 | Có chơi có chịu            | Karik, Only C                                                  |                      |
| 2023 | Bạn Đời                    | Karik, GDucky                                                  |                      |
| 2023 | Mời Người Kế Tiếp          | Karik, Only C                                                  |                      |
| 2024 | Nhật Ký Vào Đời            | Karik, Thai VG                                                 |                      |

### Kết hợp trong Rap Việt
| Nghệ sĩ                                                             | Tiêu đề           | Mùa |
| ------------------------------------------------------------------- | ----------------- | --- |
| Karik, Wowy, Binz, Rhymastic, JustaTee, Suboi                       | Đây là Rap Việt   | 1   |
| Karik, Ricky Star, GDucky                                           | ALA ELA           | 1   |
| Karik, Wowy, Binz, Rhymastic, JustaTee, LK                          | Đây là Rap Việt 2 | 2   |
| Karik, Seachains, DLow, Tuấn Khanh                                  | Khắc cốt ghi tâm  | 2   |
| Karik, Suboi, JustaTee, B Ray, BigDaddy, Thai VG, Andree Right Hand | We Go Hard        | 3   |
| Karik, SMO                                                          | Vải thiều         | 3   |
| Karik, Suboi, Thái VG, BigDaddy, JustaTee, B Ray                    | NO LIMIT          | 4   |
| Karik, DANMY, Mason Nguyễn                                          | Nói là làm        | 4   |

## Chương trình truyền hình đã tham gia
| Năm  | Chương trình / Cuộc thi             | Vai trò                  | Kênh phát sóng |
| ---- | ----------------------------------- | ------------------------ | -------------- |
| 2013 | Đố ai hát được                      | Khách mời                | VTV3           |
| 2015 | Lữ khách 24h                        | Khách mời                | HTV7           |
| 2017 | Nghệ sĩ thử tài P336                | Khách mời                | HTV7           |
| 2018 | Giọng ải giọng ai                   | Người chơi               | HTV7           |
| 2019 | Vì bạn xứng đáng                    | Người chơi               | VTV3           |
| 2020 | Rap Việt Mùa 1                      | Huấn luyện viên          | HTV2           |
| 2021 | Rap Việt Mùa 2                      | Huấn luyện viên          | HTV2           |
| 2021 | Running Man Việt Nam - Chơi là chạy | Thành viên chính (Mùa 2) | HTV7           |
| 2023 | Rap Việt Mùa 3                      | Giám khảo                | HTV2           |
| 2024 | Rap Việt Mùa 4                      | Huấn luyện viên          | HTV2           |
| 2025 | Anh trai "say hi" Mùa 2             | Người chơi               | HTV2           |